# Plešivské stráne
Plešivské stráne este o arie protejată (arie specială de conservare — SAC, sit de importanță comunitară — SCI) din Slovacia întinsă pe o suprafață de 397,49 ha, integral pe uscat.

## Localizare
Centrul sitului Plešivské stráne este situat la coordonatele 48°34′32″N 20°24′18″E / 48.575556°N 20.405°E.

## Înființare
Situl Plešivské stráne a fost declarat sit de importanță comunitară în aprilie 2004 pentru a proteja 2 specii de plante și 10 specii de animale. Situl a fost protejat și ca arie specială de conservare în martie 2004.

## Biodiversitate
Situată în ecoregiunea alpină, aria protejată conține 12 habitate naturale: Tufărișuri subcontinentale peripanonice, Păduri pe pante, grohotișuri și ravene de Tilio-Acerion, Păduri de fag din Europa Centrală dezvoltate pe sol calcaros cu Cephalanthero-Fagion, Pajiști panonice carstice (Stipo-Festucetalia pallentis), Peșteri inaccesibile publicului, Pante stâncoase calcaroase cu vegetație casmofită, Păduri panonice cu Quercus pubescens, Pajiști carstice calcaroase sau bazofile, de Alysso-Sedion albi, Pajiști stepice subpanonice, Pajiști uscate seminaturale și facies de acoperire cu tufișuri pe substraturi calcaroase (Festuco-Brometalia) (* situri importante pentru orhidee), Grohotișuri medio-europene calcaroase, de la nivel colinar și montan, Pajiști uscate seminaturale și facies de acoperire cu tufișuri pe substraturi calcaroase (Festuco-Brometalia) (* situri importante pentru orhidee).
La baza desemnării sitului se află mai multe specii protejate:
- plante (2): Dracocephalum austriacum, sisinei (Pulsatilla grandis)
- mamifere (7): liliac cârn (Barbastella barbastellus), lupul (Canis lupus), râs eurasiatic (Lynx lynx), liliac comun (Myotis myotis), liliacul mediteranean cu potcoavă (Rhinolophus euryale), liliacul mare cu potcoavă (Rhinolophus ferrumequinum), liliacul mic cu potcoavă (Rhinolophus hipposideros)
- nevertebrate (3): croitorul mare al stejarului (Cerambyx cerdo), Leptidea morsei, Stenobothrus eurasius

Pe lângă speciile protejate, pe teritoriul sitului au mai fost identificate 46 de specii de plante, 1 specie de amfibieni, 6 specii de mamifere, 2 specii de reptile.